# Пойана-Маджоре
Пойана-Маджоре, Пояна-Маджоре (итал. Pojana Maggiore) — коммуна в Италии, располагается в провинции Виченца области Венето.
Население составляет 4216 человек, плотность населения составляет 151 чел./км². Занимает площадь 28 км². Почтовый индекс — 36026. Телефонный код — 0444.
Покровительницей коммуны почитается Пресвятая Богородица, празднование 8 сентября.

## Города-побратимы
- Роана, Италия (1996)